# بيدرو أ. سانشيز
بيدرو أ. سانشيز (بالإنجليزية: Pedro A. Sanchez)‏ هو أستاذ جامعي أمريكي، ولد في 7 أكتوبر 1940 في كوبا.